# پیرازینامید
پیرازینامید (به انگلیسی: Pyrazinamide)
رده درمانی: آنتی‌بیوتیک‌ها
اشکال دارویی: قرص

## موارد مصرف
پیرازینامید برای درمان سل مصرف می‌شود. این دارو بیشتر باکتریواستاتیک است (هرچند در مواردی باکتریوسید عمل می‌کند) لذا به تنهایی مصرف نمی‌شود بلکه همراه با سایر داروهای ضد سل بکار می‌رود.

## مکانیسم اثر
پیرازینامید آنالوگ آمین پیرازینوئیک، آنالوگ نیکوتوریمید بوده با تداخل با سنتز لیپید و اسید نوکلئیک باکتری‌ها، آنها را از بین می‌رود. پیرازینامید یک پیش دارو است و در مایکوباکتریومها بر اثر آنزیم پیرازینامیداز به پیرازینوئیک اسید تبدیل می‌شود. آنزیم سازنده اسیدچرب (FAS) را مهار می‌سازد. اسیدهای چرب برای سنتز غشای سلولی مایکوباکتریومها ضروریند.

## عوارض جانبی
پوستی:حساسیت به نور، کهیر، دستگاه عصبی مرکزی:سردرد، گوارشی: مسمومیت کبدی، غیرطبیعی بودن تست‌های عملکرد کبدی، زخم پپتیک،
ادراری تناسلی:مشکل ادراری، افزایش اسیداوریک، خونی:آنمی همولیتیک